# Gooi en Eembode
De Gooi en Eembode (daarvoor: De Gooi en Eembode, dus met voorvoegsel De) is een voormalig huis-aan-huisblad en website uit Het Gooi. De printeditie werd uitgegeven door Enter Media uit Weesp, in samenwerking met BDU uit Barneveld. Op de website vond men dagelijks nieuws, nieuwtjes, foto's en filmpjes. Met een betaald Extra-abonnement kreeg men toegang tot meer digitale artikelen.
In de overige Gooise gemeenten worden andere huis-aan-huisbladen verspreid, die redactioneel nauw verwant zijn: in Huizen het Nieuwsblad voor Huizen, in Bussum het BussumsNieuws en in Laren de Laarder Courant De Bel.

## Geschiedenis
De geschiedenis van de Gooi en Eembode gaat terug tot 1915. Destijds werd op initiatief van Hilversumse winkeliers door het uitgeven van aandelen en obligaties de oprichting van een huis-aan-huisblad mogelijk gemaakt onder de naam De Gooi en Eembode. De leiding werd in handen gelegd van Johannes Abraham Christoffel Nonhebel (1865, Middelburg). Nonhebel stond ingeschreven als ‘leeraar in talen’, maar had ook een aantal nevenfuncties. Zo had hij had een reisbureau, een uitgeverij/boekdrukkerij en schreef hij sinds 1905 voor de toenmalige Hilversumse Courant. Na vier jaar, in 1919, stopte hij met De Gooi en Eembode en ging weer verder als leraar. Administrateur Gerard Mackenzie (1874, Breda) was kort daarvoor tot de directie toegetreden en nam zijn taak als leidinggevende over. Mackenzie was bij zijn aantreden journalist bij het Algemeen Handelsblad, waarvoor hij eveneens correspondent bleef.
In 2009 gingen de redacties van dagblad De Gooi- en Eemlander en de Gooi en Eembode samenwerken. Het was een pilot van twee jaar. De Gooi en Eembode bleef als kernactiviteit bestaan, maar de werkzaamheden van de redactie van het dagblad en het huis-aan-huisblad werden gedeeltelijk op elkaar afgestemd. Het was bijvoorbeeld voldoende als een redacteur naar een gemeenteraadsvergadering ging in plaats van twee.
Op 29 juli 2016 kondigde Telegraaf Media Groep (TMG) aan een aantal organisatorische veranderingen door te voeren. Een van de onderdelen van deze aankondiging was het heroverwegen van het weekbladenportfolio (de huis-aan-huisbladen en -merken) omdat dit portfolio voor TMG onvoldoende rendabel was. Er werd een aantal mogelijkheden onderzocht met als uitkomst het besluit dit portfolio te verkopen aan een derde partij: BDUmedia (onderdeel van de Koninklijke BDU in Barneveld). Onder deze verkoop viel dus ook de De Gooi en Eembode. BDUmedia ging hierop een gedeeltelijke samenwerking aan met uitgeverij Enter Media uit Weesp. Enter Media gaf vanaf juni 2017 alle titels in de regio Gooi en Vechtstreek uit. Omdat Enter Media op dat moment al de krant HilversumsNieuws uitgaf, werd deze samengevoegd met De Gooi en Eembode. De Gooi en Eembode en HilversumsNieuws vielen hierdoor lange tijd samen in de bus.
Op een onbekend moment (na 2017) werd De Gooi en Eembode omgedoopt tot Gooi en Eembode (waarbij dus het voorvoegsel De kwam te vervallen).
In 2020 kreeg de Gooi en Eembode een eigen magazine. Vanaf begin 2020 waren veel artikelen op de website alleen nog te lezen met een betaald abonnement.
Op 1 februari 2024 nam de Gooi en Eembode de titel HilversumsNieuws aan.

## Verspreidingsgebied
De printeditie van de Gooi en Eembode werd iedere donderdag in een oplage van 40.675 exemplaren (2020) gratis verspreid in Hilversum, de Hilversumse Meent en Nieuw-Loosdrecht.